# Global Battle Of The Bands
Global Battle Of The Bands  (скорочено GBOB) — це найбільший всесвітній живий музичний чемпіонат, який має за мету знайти та відкрити широкій аудиторії найкращі таланти не штампованої музики. За одинадцять років GBOB Challenge став найбільшим у світі і найбільш поважним живим музичним змаганням, яке охопило більше 50,000 музикантів.
Крім того, GBOB Challenge заробив репутацію серйозного поштовху для нових груп. Попередні переможці проекту вже мають підписані угоди з Warner Brothers, Universal та EMI і почали співробітництво з провідними продюсерами, в числі яких Jim Lowe (Stereophonics, Charlatans та ін.) та Danny Saber (U2, David Bowie та ін.).
Засновано у 1979 році як скандинавський конкурс BATTLE BANDS, у 2004 році до конкурсу приєдналася Україна, конкурс став міжнародним (Global) із кількістю учасників 16 країн.
Переможець отримує 100 000 дол на розвиток власного гурту у Лондоні і статуетку "Best New Band in the World".

## Правила
В міжнародному проекті The Global Battle Of The Bands можуть брати участь музичні гурти, що грають «наживо» та співають будь-якою мовою світу музичні твори, що досі не виконувалися іншими виконавцями.
Склад гурту може становити від 2 до 6 учасників.
Для участі в проекті необхідно скласти заяву на участь у GBOB Challenge та сплатити реєстраційний внесок — 25 USD (1000 гривень) з кожного учасника гурту. В кожній країні, що є учасником The Global Battle Of The Bands, під час відбіркових концертів та Національного фіналу, професійним складом журі обирається переможець (Найкращий Новий гурт країни).
Світовий фінал, де обирають найкращий новий гурт світу, відбувається постійно в різних столицях. Так спочатку його декілька років приймав Лондон, потім Куала-Лумпур, Бангкок, Осло. А цього разу — Берлін. Усі переможці отримують золоті статуетки та титул «найкращий новий гурт світу» а також деякі з них укладуть угоди з провідними лейблами, інші отримують можливість запису в найкращих студіях та поїдуть у тури.

## Історія
1979 рік. Конкурс BATTLE BANDS починає проводитися в скандинавських країнах. Не в останню чергу цьому конкурсу зобов'язані своєю популярністю групи A-HA (Норвегія) і EUROPE (Швеція), які на зорі 80-х брали в ньому участь. Перемоги конкурс тоді їм не приніс, але став відмінним стартом.
2004 рік. Ухвалено рішення реалізовувати транснаціональний проект з єдиним фіналом. До назви конкурсу додається «GLOBAL», до складу країн учасниць приєднується Україна.
2004 рік. Проходить перший Український фінал GBOB у Києві. 17 гуртів-учасників. Переможець — «Оркестр Янки Козир». Гурти з 16 країн зустрічаються у фіналі в Лондоні. Перемогу святкує гурт з Іспанії.
2005 рік. Відбіркові тури у 10 містах України. 73 гурти-учасники. Національний фінал у Києві. Переможець — гурт «ТОЛ». 24 країни представлені на Світовому фіналі. 100 000 доларів отримує гурт з Ірландії. Наш ТОЛ стає четвертим в світі!
2006 рік. Відбіркові тури у 7 містах. 56 гуртів-учасників. Український фінал у місті Мукачеве, старовинний замок Паланок. Переможці — кияни «Etwas Unders». 25 команд з усього світу в лондонській «Асторії». Перемагає гурт з США.
2007 рік. 6 відбіркових турів у 3 містах. 66 гуртів-учасників. Національний фінал у Києві. Переможці — львівсько-київський гурт «АтмАсфера». 25 команд з всього світу на Світовому фіналі. Наші знову четверті. Перемогу святкує гурт з Фарерських Островів.
2008 рік. 10 відбіркових турів у 4 містах. 110 гуртів-учасників. Найцікавіший Національний фінал у столичному клубі Бінго. В запеклій боротьбі перемагають ужгородці «Tango Tempo». 26 команд з різних континентів на Світовому фіналі. Англійська команда стає Найкращим новим гуртом світу.
2009 рік. 8 відбіркових турів у 4 містах. 68 гуртів-учасників. Національний фінал у столичному клубі Бінго перемагають «Гапочка» (м. Київ). 18 команд національних переможців на Світовому фіналі. Найкращим новим гуртом світу стає команда з Китаю.
2010 рік. 7 відбіркових турів у 4 містах. 66 гуртів-учасників. Перемогу в Українському фіналі здобуває MAGUA (Донецьк). В столиці Малайзії — Куала-Лумпур — де проходить наступний Світовий Фінал, виграє гурт з Ямайки.
2011 рік. В останньому на цей час Національному фіналі Найкращим Новим гуртом України став Seven Pounds (Сімферополь). Які, з технічних причин, їдуть вже у 2014 році до Таїланду, де перемагають англійці.
2015 рік. Найкращим новим гуртом світу став Triana Park із Латвії.
2016 рік. Перемогу здобула українська група SINOPTIK.

## Переможці
2004 — Second (Іспанія)
2005 — Kopek (Ірландія)
2006 — Heavy Mojo (США)
2007 — Boys In A Band (Фарери)
2008 — Floors and Walls (Велика Британія)
2009 — Rustic (Китай)
2010 — Dubtonic Kru (Ямайка)
2012 — Di Blueprint (Ямайка)
2013 — Firekind (Велика Британія)
2016 — SINOPTIK (Україна)